# Lagarde (Moselle)

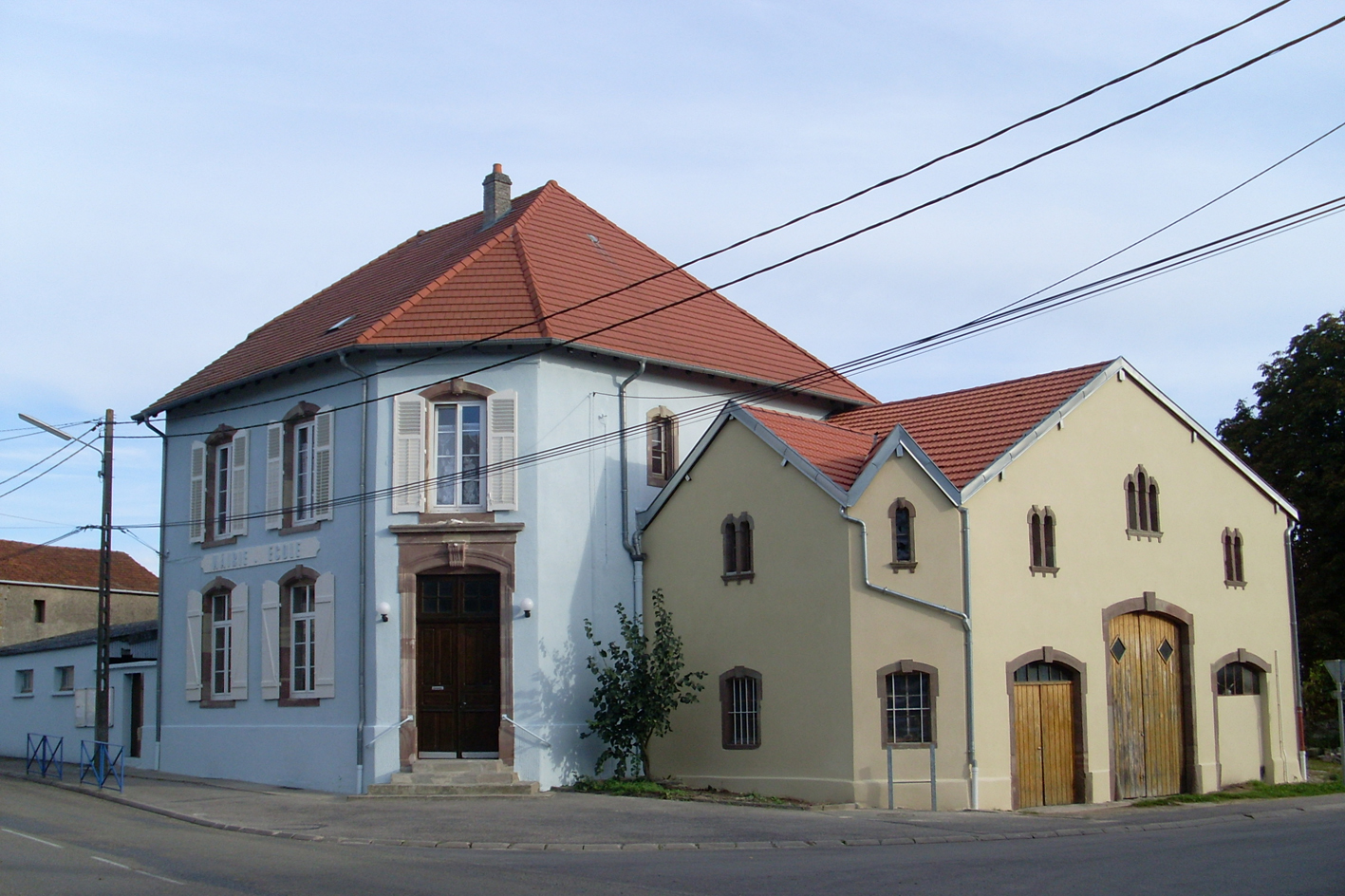
Rathaus (Mairie)

Lagarde (deutsch 1915–1919 Gerden) ist eine französische Gemeinde mit 181 Einwohnern (Stand 1. Januar 2022) im Département Moselle in der Region Grand Est (bis 2015 Lothringen). Sie gehört zum Arrondissement Sarrebourg-Château-Salins.

## Geographie
Das Kirchdorf liegt in Lothringen am Fluss Sânon und dem parallel verlaufenden Rhein-Marne-Kanal, etwa 75 Kilometer südöstlich von Metz, 26 Kilometer südöstlich von Château-Salins und  17 Kilometer südöstlich von Vic-sur-Seille (Vic an der Seille) am Ostrand des Saulnois (Salzgau). Das 22,56 km² umfassende Gemeindegebiet grenzt im Westen und Süden an das Département Meurthe-et-Moselle.
Die Gemeinde liegt im Regionalen Naturpark Lothringen.

## Geschichte
Der Ort gehörte zum Bistum Metz und war schon in ältester Zeit ein Lehen der  Grafen von Salm gewesen; er wurde durch den Bischof Johann von Apremont gegründet und  1327–1361 unter Bischof Adhemar zur Festung ausgebaut. Dieses Schloss, Sitz der Kastellanei  La Garde, die zwanzig Orte umfasste, lag an einem See, aus dem der Sanon-Bach kam.  Die Herrschaft ging später als Lehen an die Herren von Zweibrücken-Bitsch. Das Kloster Salival besaß hier Güter mit Kalköfen, Mühlen und Weinkeltern. Im Dreißigjährigen Krieg wurde Lagarde 1638 bei der Besetzung durch schwedische Truppen schwer beschädigt. Im Westfälischen Frieden erkannte der französische König zwar die Souveränität der Kastellanei an, die zugehörigen Dörfer wurden jedoch an Lothringen abgetreten. In alten Urkunden wurde Lagarde auf Deutsch Gerden oder Zu der Gerden genannt.
Durch den Frieden von Frankfurt vom 10. Mai 1871 musste Frankreich die Region an das neu gegründete Deutsche Reich abtreten. Lagarde wurde dem Kreis Château-Salins, Bezirk Lothringen, im Reichsland Elsaß-Lothringen zugeordnet. Die ganz überwiegend frankophonen Dorfbewohner betrieben Getreide-, Futterpflanzen-, Obst-, Gemüse- und Weinbau (auf 50 Hektaren).

Nach Beginn des Ersten Weltkriegs fand am 11. August 1914 in der Nähe des Dorfs das Gefecht bei Lagarde statt. Am 2. September 1915 erhielten die letzten französischsprachigen Orte in Lothringen durch kaiserliche Verordnung einen amtlichen deutschen Namen. Dabei wurde auf den alten Namen Gerden zurückgegriffen, den das Dorf offiziell bis 1919 trug. Nach Kriegsende musste die Region geräumt und aufgrund der Bestimmungen des Versailler Vertrags 1919 an Frankreich abgetreten werden. Im Zweiten Weltkrieg war die Region um Lagarde von der deutschen Wehrmacht besetzt und trug von 1940 bis 1944 erneut den deutschen Namen Gerden. Im Zuge der Kämpfe um Lothringen im Herbst 1944 wurde Lagarde von den Westalliierten zurückerobert und gehört seitdem wieder zu Frankreich.

Plan zum Gefecht von Lagarde (Gerden) am 11. August 1914

### Bevölkerungsentwicklung
| Jahr      | 1962 | 1968 | 1975 | 1982 | 1990 | 1999 | 2007 | 2019 |
| Einwohner | 293  | 297  | 247  | 232  | 229  | 199  | 199  | 186  |

## Kultur und Sehenswürdigkeiten
Zu den Sehenswürdigkeiten gehören die Kirche Nativité-de-Saint-Jean-Baptiste (Geburt Johannes’ des Täufers) aus dem Jahr 1750 und ein Glockenturm aus dem 12. Jahrhundert.
Weiterhin gibt es die Reste eines Schlosses aus dem 14. Jahrhundert.
Für die Gefallenen der Schlacht von 1914 gibt es jeweils einen deutschen und einen französischen Soldatenfriedhof.

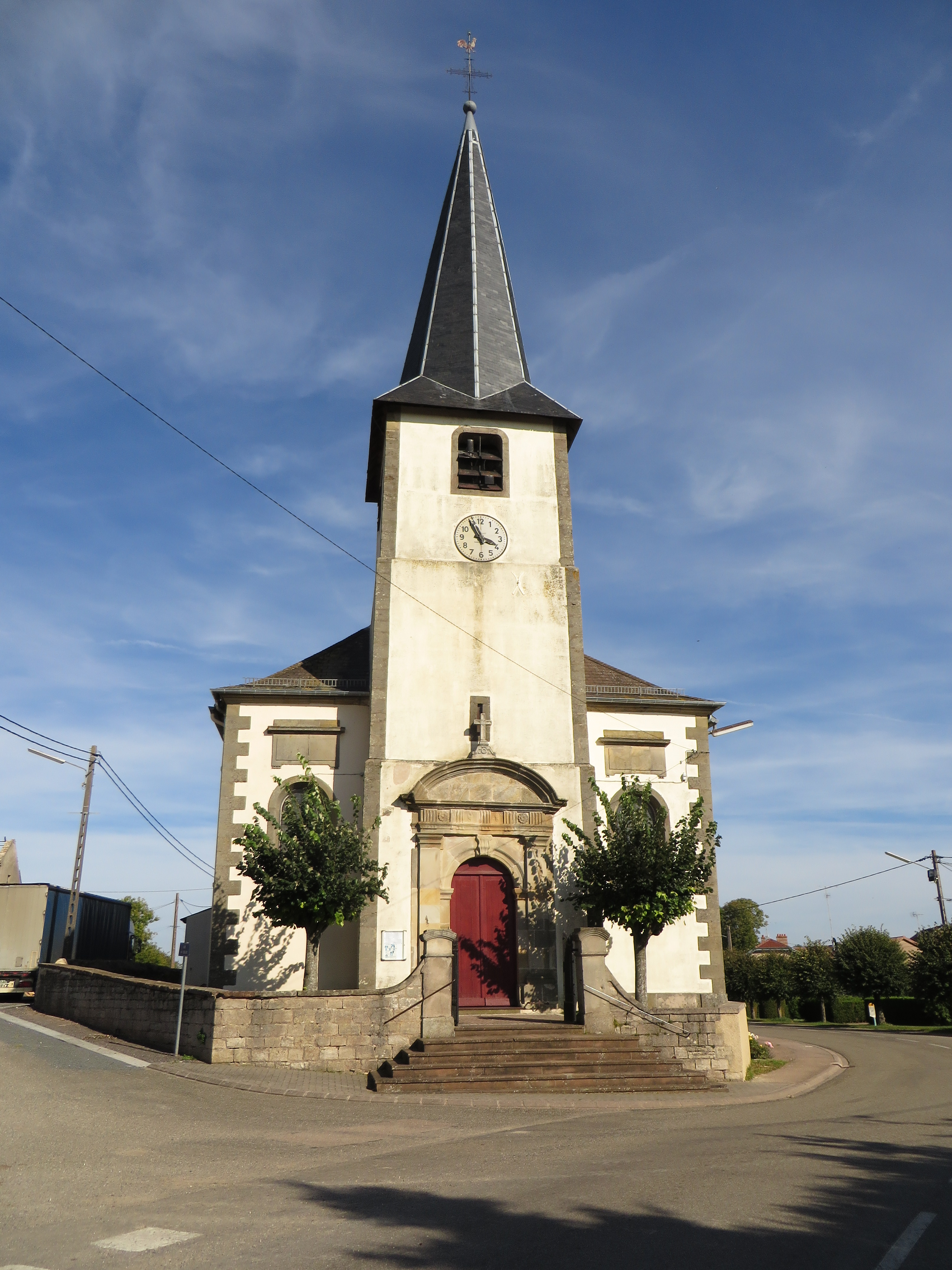
Johannes-der-Täufer-Kirche (Église Saint-Jean-Baptiste)
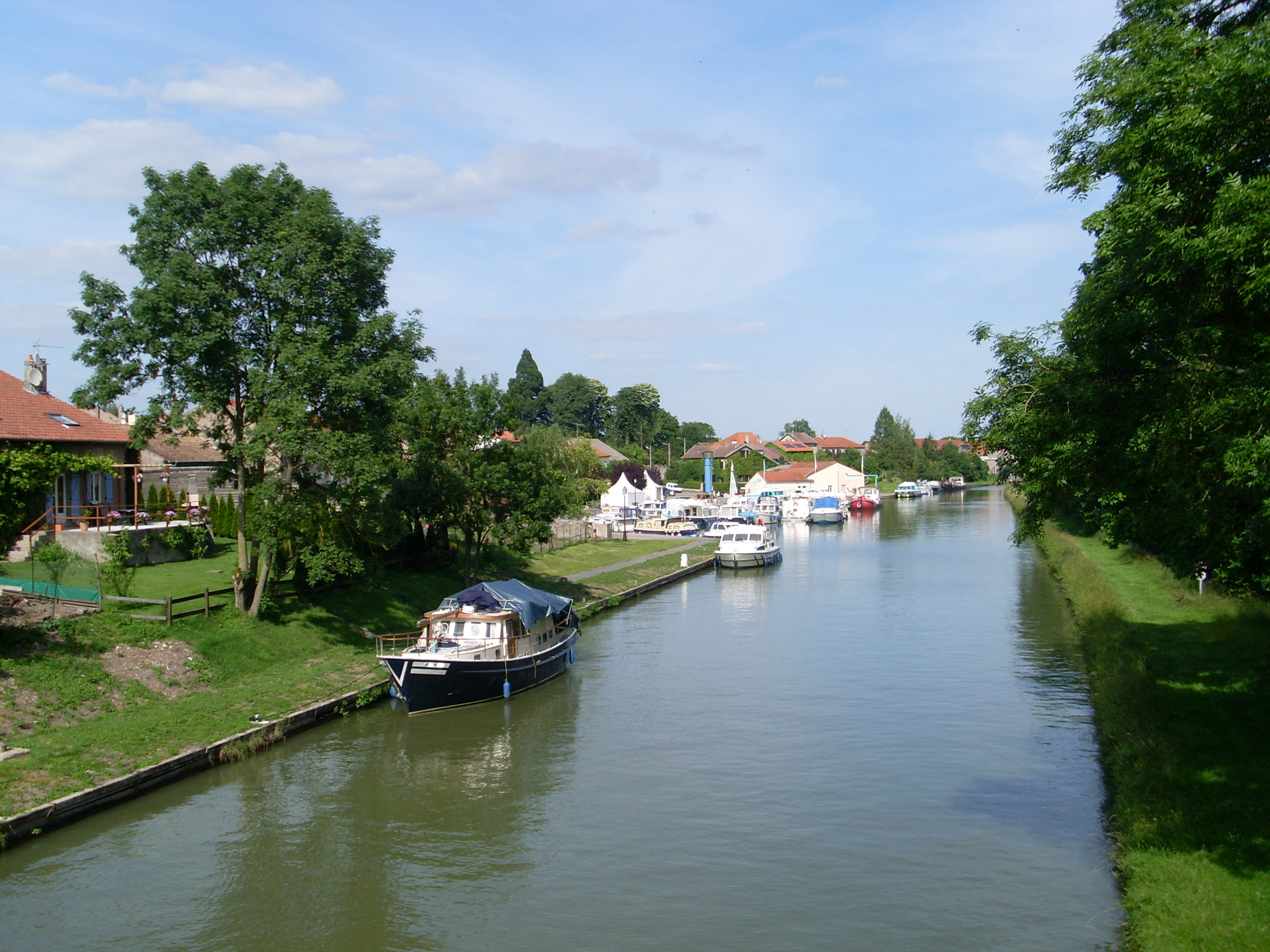
Bootsliegeplatz am Rhein-Marne-Kanal
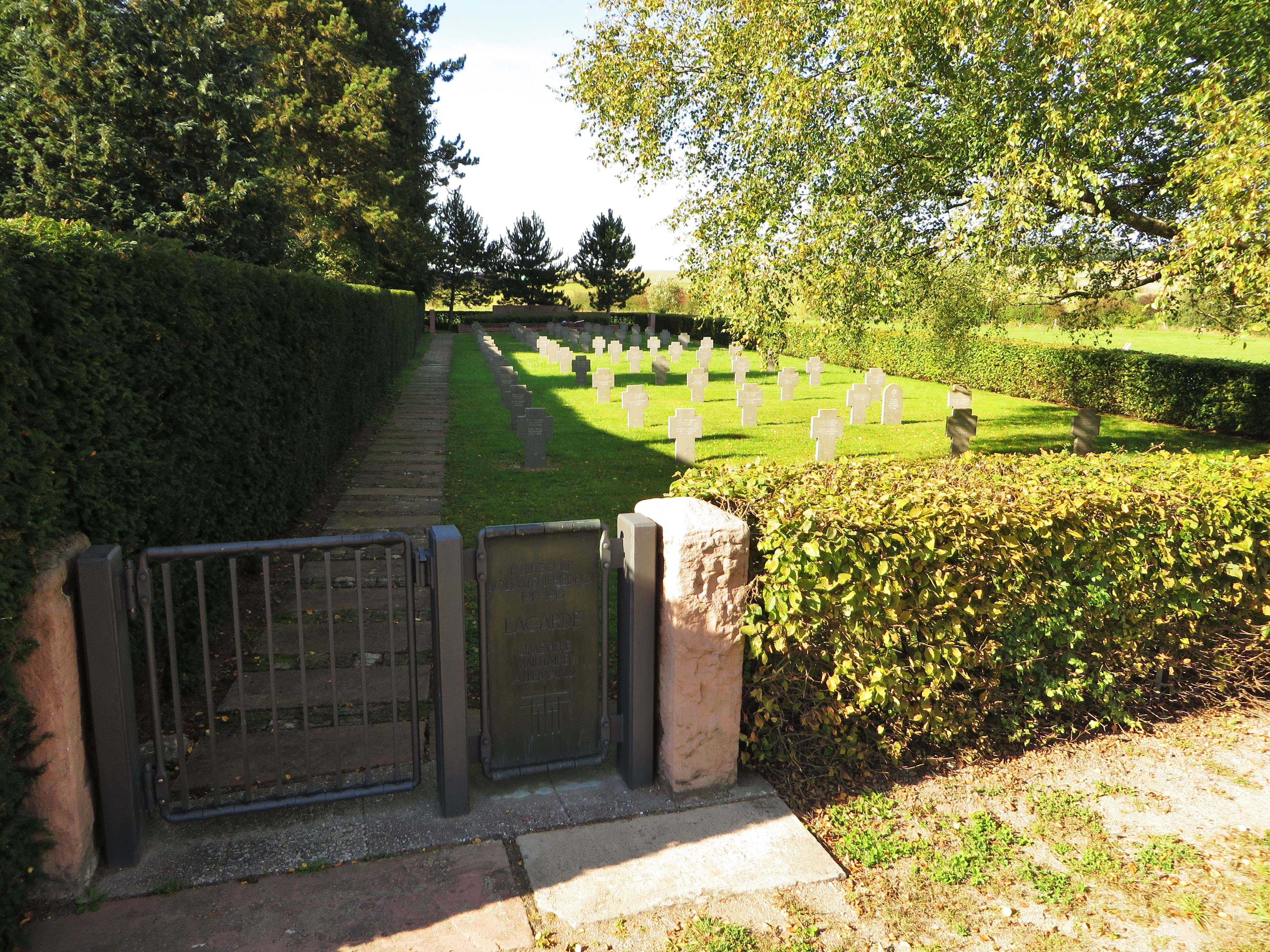
Deutscher Soldatenfriedhof
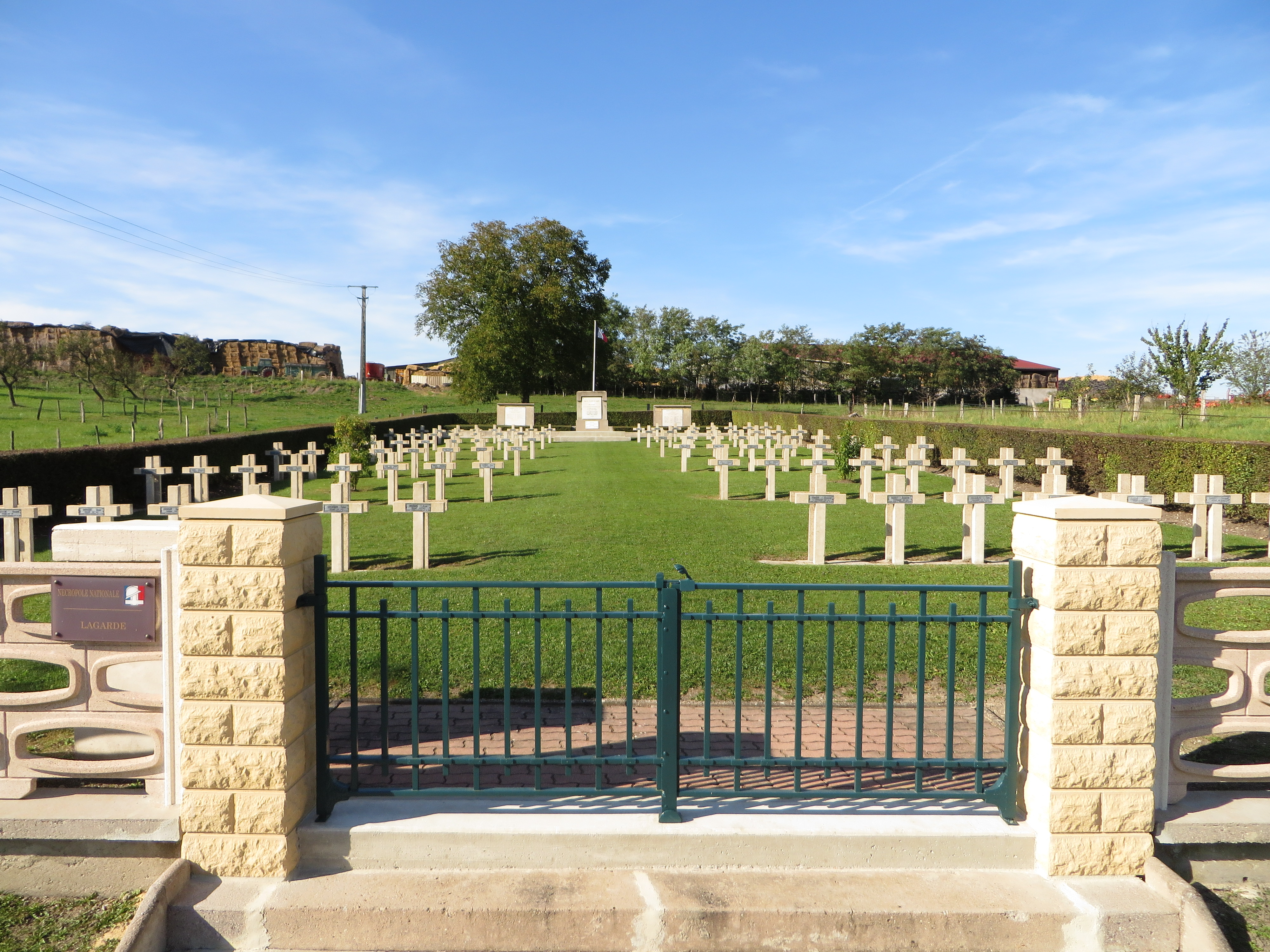
Französischer Soldatenfriedhof